# Красный Гуляйчик
Красный Гуляйчик — посёлок Сенгилеевского района в составе Красногуляевского городского поселения. 

## География
Находится на расстоянии примерно 1 километр на юго-восток от посёлка Красный Гуляй.

## История
В 1924 году несколько предприимчивых крестьянских семей из с. Артюшкино решили организовать на пустующих полянах товарищество по совместной обработке земли (ТОЗ) переселившимися в урочище Гуляй. Местные жители занимались приготовлением угля, в специально выкопанных ямах сжигалась береза и вывозился на продажу в г. Ульяновск (Симбирск) и другие близлежащие населённые пункты.  

## Население
Население составляло 17 человек по переписи 2010 года.